# Яченское водохранилище
Яченское водохранилище (Калужское море) — водохранилище, расположенное на западе Калуги. Образовано в устьевой части реки Яченки.

## Морфометрия
Длина водохранилища составляет 2,5 км, максимальная ширина — 800 м, максимальная глубина — 7 м.

## Гидрология
К началу XXI века отмечалось плохое санитарное состояние воды в водохранилище из-за сбросов промышленных предприятий и объектов коммунального хозяйства. Дно заилено и замусорено, в водорослях скапливаются тяжёлые металлы. По этой причине водохранилище не пользуется популярностью как место для купания.

## История
Яченское водохранилище было создано к Олимпиаде-80 для организации отдыха горожан и проведения водно-спортивных мероприятий. На Яченском водохранилище действуют две спортшколы. В 2015 году проводился чемпионат России по вейкбордингу.
В 2021 году к юбилею города была произведена реконструкция. На берегах проводятся различные мероприятия, в том числе городские и спортивные: в частности, фестиваль фейерверков, который открыл мероприятия к дню рождения Калуги. и «Космический марафон» в 2021 году.

## Галерея

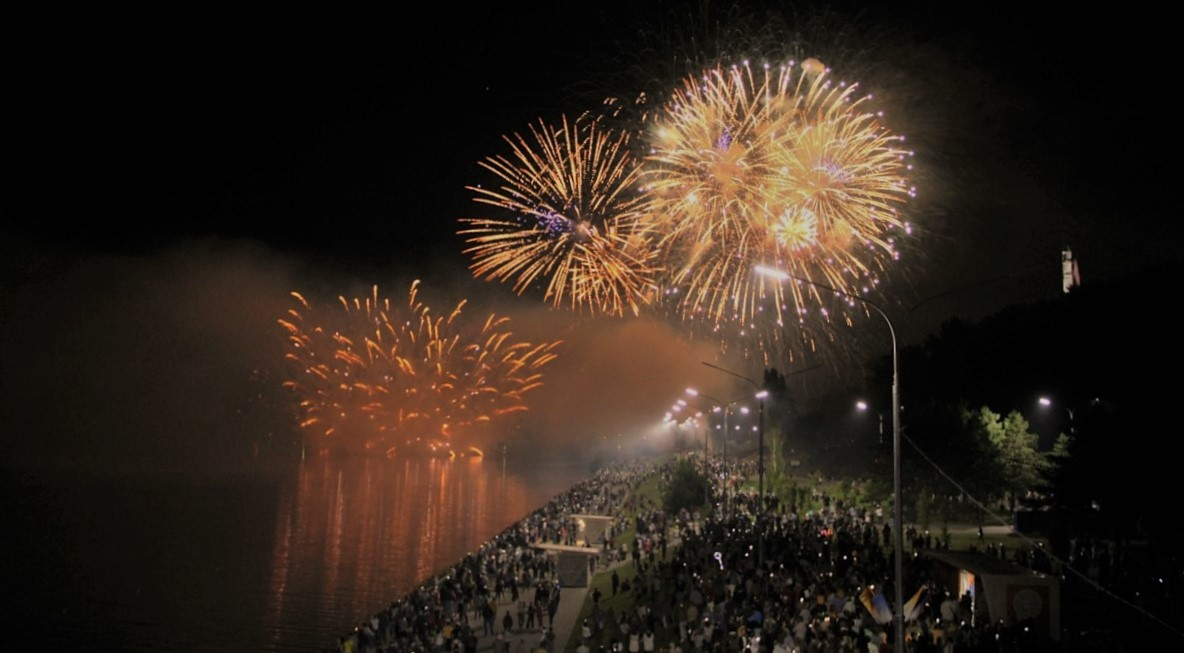
Фестиваль фейерверков на набережной.14 августа 2021 год
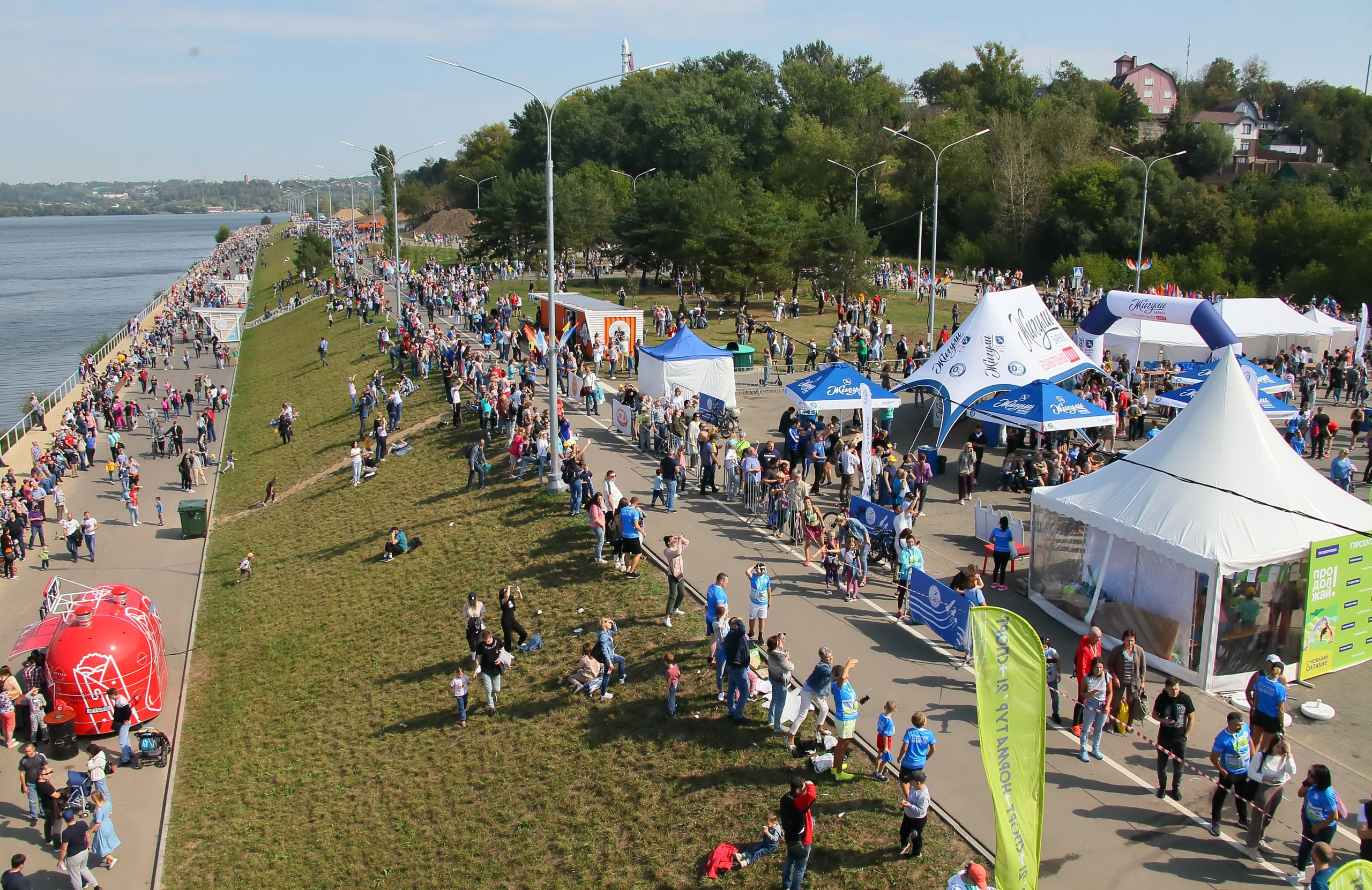
«Космический марафон» в Калуге. 28 августа 2021 год.